# کلارکدیل (آریزونا)
کلارکدیل (به انگلیسی: Clarkdale) شهری در شهرستان یاواپی ایالت آریزونا است که در سرشماری سال ۲۰۱۰ میلادی، ۴٬۰۹۷ نفر جمعیت داشته است. کلارکدیل، به‌طور رسمی در تاریخ ۱۹۵۷ میلادی به‌عنوان یک شهر شناخته شد.